# Чеська кухня

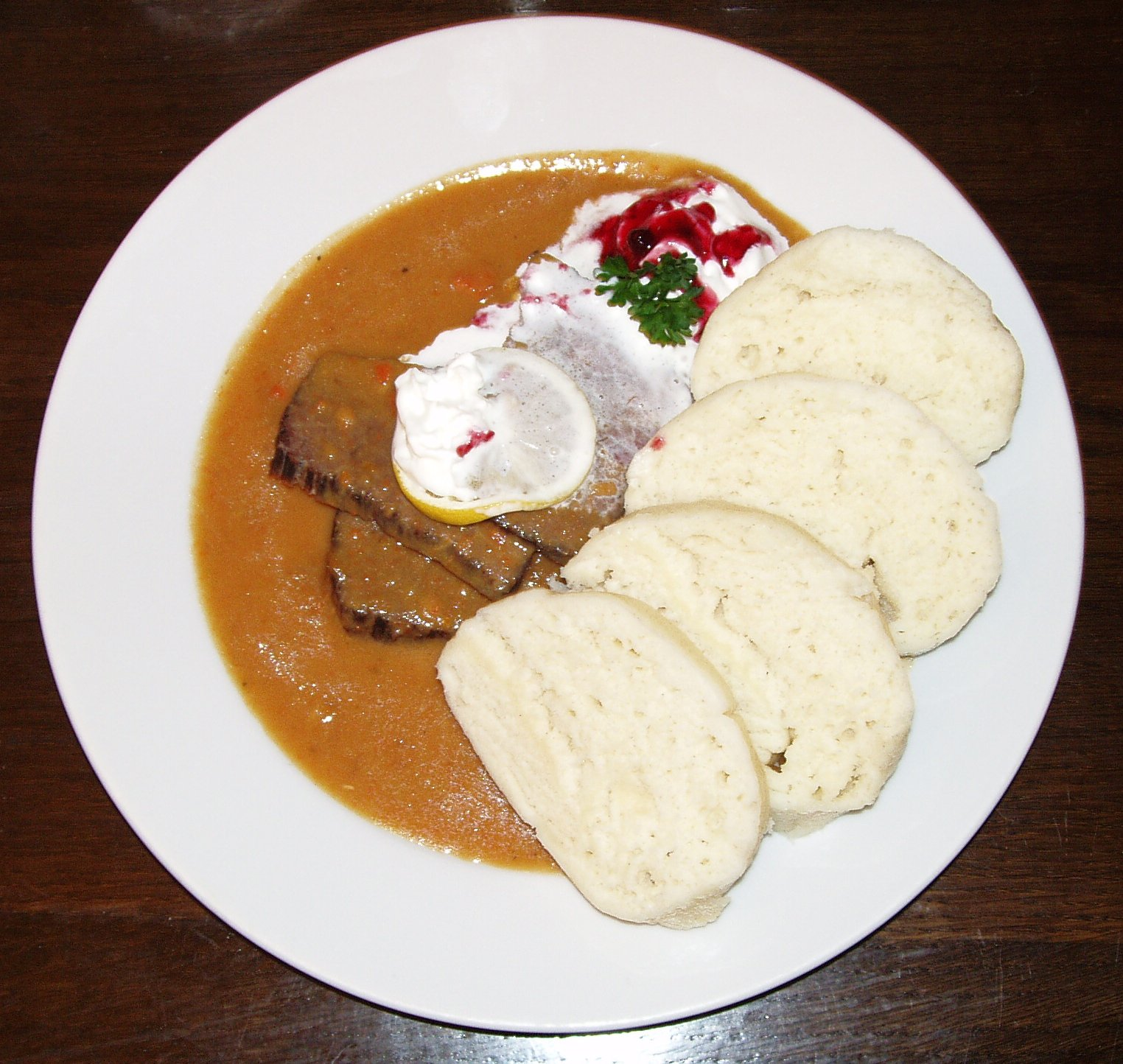
Запечена яловичина (svíčková na smetaně — «свічкова» на сметані)

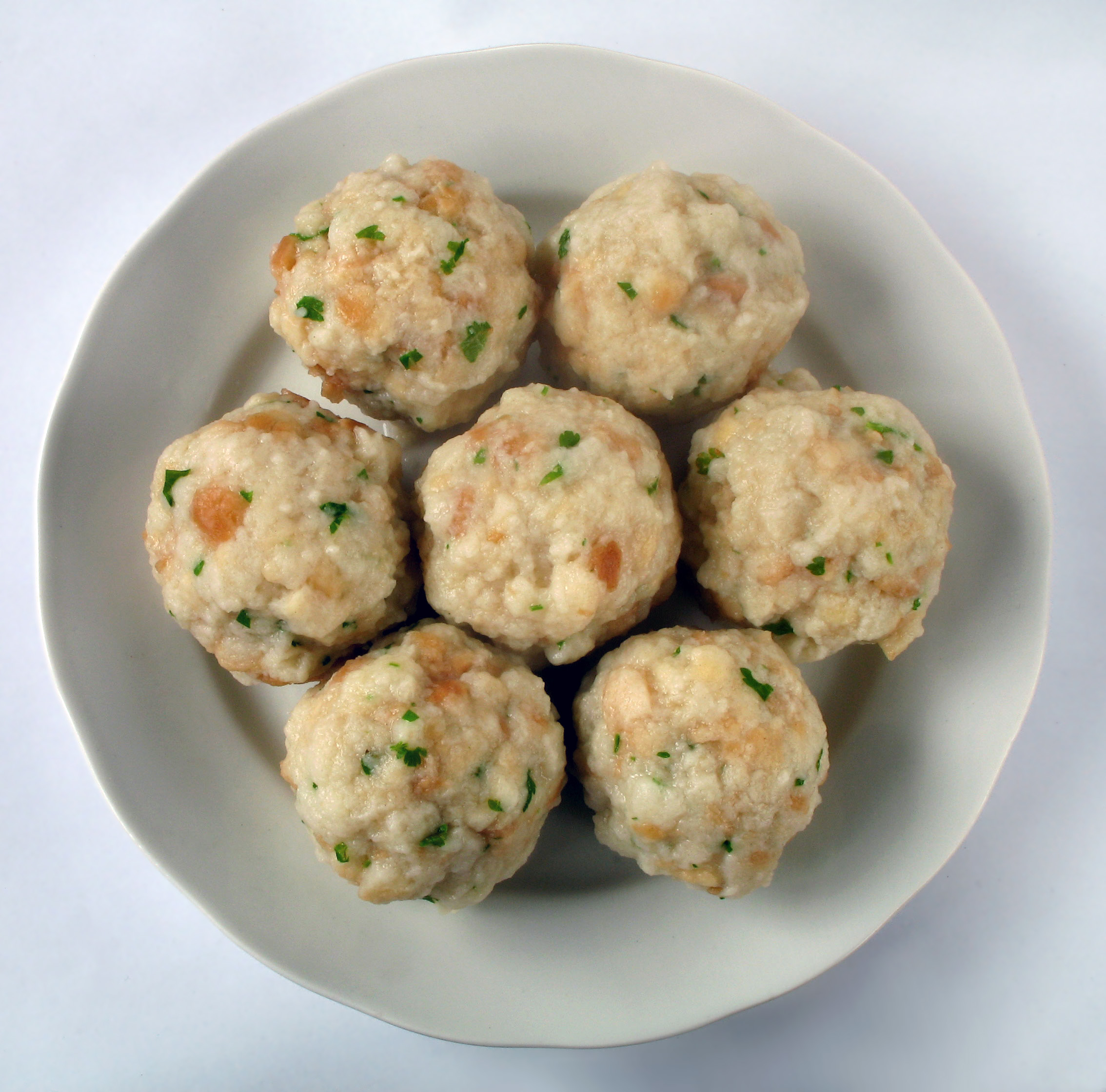
Кнедлики

Че́ська ку́хня — утворилася на основі місцевих кулінарних традицій і численних запозичень. Вона відрізняється ситними стравами і соковито-солодкими десертами. Найхарактерніші для чеської кухні страви — печеня зі свинини і кнедлики. Гарніри досить різноманітні — картопля (варена, смажена, фрі), овочі. Делікатесом чехи вважають смажену гусятину.
Мистецтво чеських кулінарів славиться далеко за межами країни. Смакова основа страв чеської кухні і зараз залишилася такою ж, як і багато років тому. Збереглася безліч старовинних рецептів, за якими чеські господарки із задоволенням готують і зараз. Однією з причин розвитку саме традиційної чеської кухні і наявності у ній величезної кількості різноманітних страв стало видання численних кулінарних книг. Їх автором була Магдалена Доброміла Реттігова — видатний кухар і не менш видатна особа у середовищі чеських діячів Відродження. Але її кулінарна книга була найкращим здобутком і пережила її поетичні доробки. Своїми книгами вона ніби перетворила і реформувала чеську кухню. Оскільки раніше в чеській кухні овочі використовувалися вкрай рідко, Магдалена Доброміла Реттігова пропагувала їх широке використання. Ця «Матрона в білому ковпаку», яку знає кожна дитина в Чехії, взагалі стала синонімом смачної чеської кухні. Однак, необхідно розповісти про певні запозичення чеської кухні від кухонь сусідніх країн. Зокрема, не випадкова схожість австрійської і чеської кухонь. Чехи так само як і австрійці вважають основною традиційною їжею біфштекси, відбивні, пиріг штрудель чи запозичений в угорців гуляш.
М'ясо чехи завжди готують із соусом. До печеного м'яса чи риби обов'язково додають кмин і поливають карамельним соусом. В українській кухні із здобного тіста печуть пампушки, тістечка, а в чеській — калачі, що прикрашаються згори, булки, булочки з маком, сиром, джемом, повидлом. також розповсюджені зовсім крихітні булочки, политі солодким соусом.

## Холодні страви

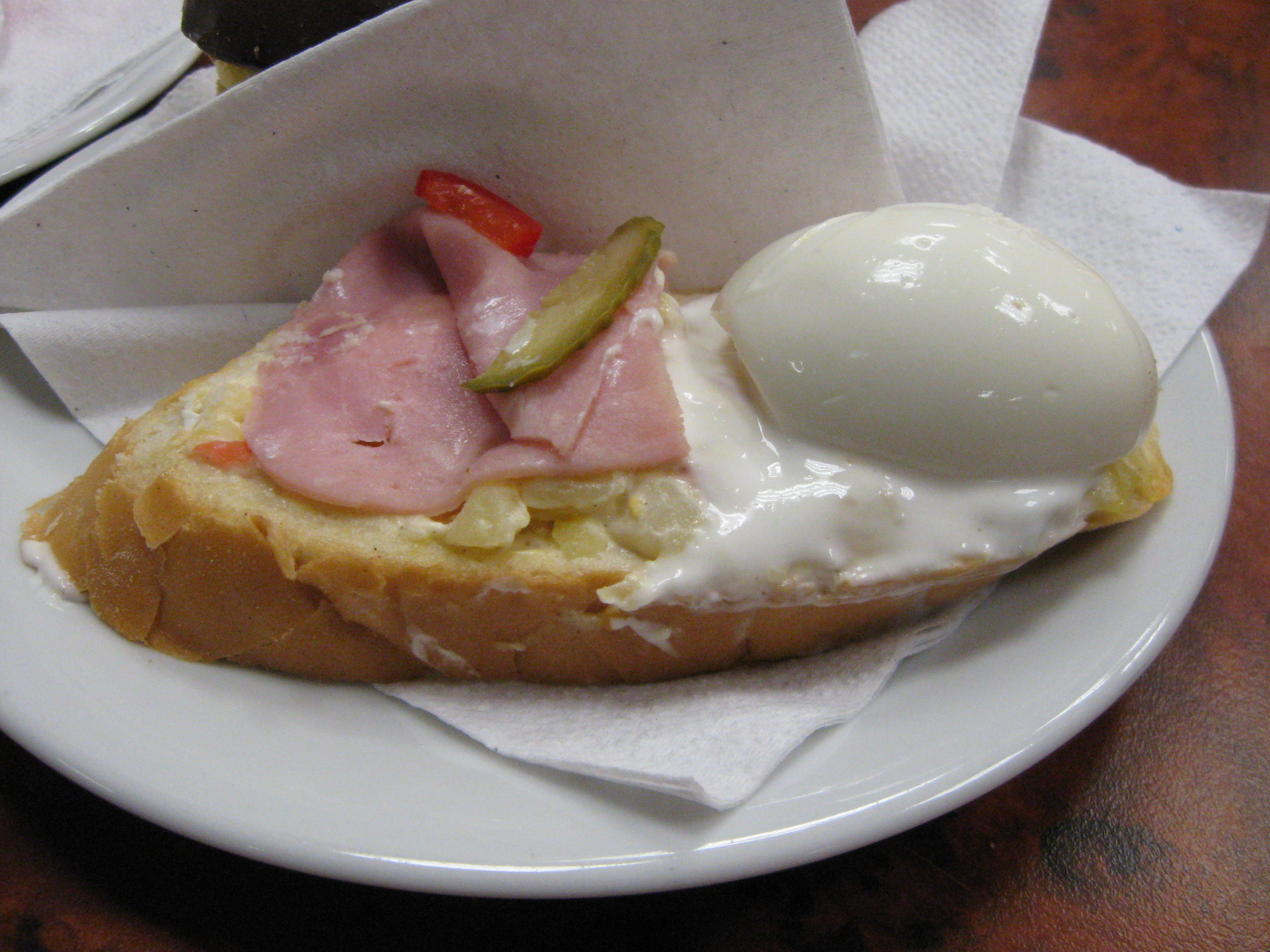
Бутерброд з яйцем та шинкою

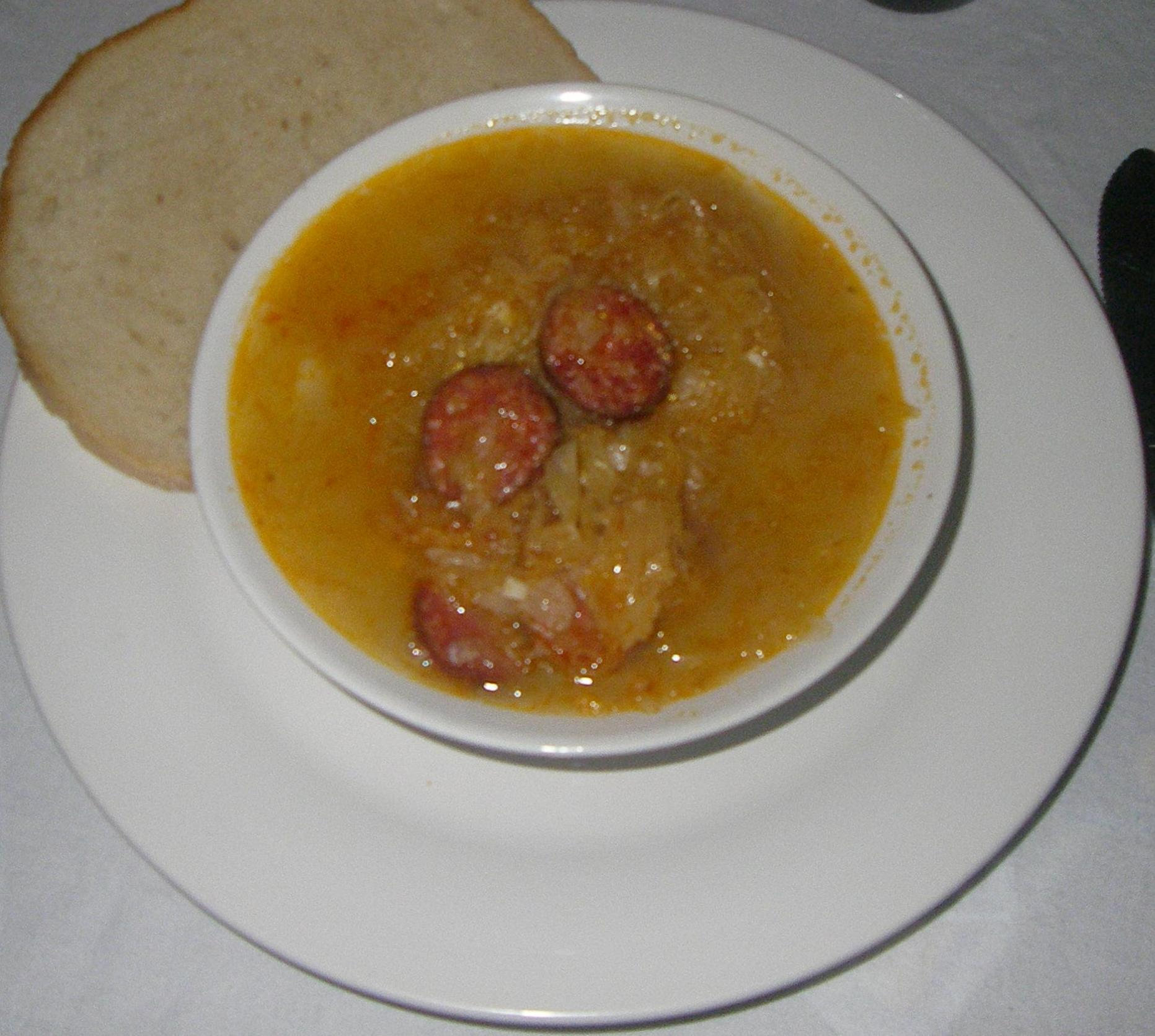
Капусняк з ковбасою

Чехи люблять їсти різні види бутербродів та салатів, які часто можна купити в їдальнях, закусочних або маленьких пекарнях. Бутерброди замовляють на різні свята або при святкуванні дня народження. Найчастіше готують бутерброди із різними видами сира та шинки або з картопляним салатом, яйцем, помідором, салямі, оливками, цибулею, дрібними кусочками тунця, лосося, ікри в різних комбінаціях.
Широку палітру салатів можна придбати не тільки в крамницях в упаковці, але і в закусочних на вагу і зразу поїсти з печивом за помірковано невелику ціну. Багато видів салатів готується з майонезом, великою популярністю визначається передусім картопляний салат, який як правило їдять або з печивом, або як гарнір до м'яса чи риби. Крім того популярними є й грецький, паризький, власький, яєчний салат, салат із риби та різні овочеві салати. Легкі овочеві салати часто додають до головних страв.

## Перші страви
Чеські супи цікаві своєю смаковою гамою. Вони, як правило, кисло-солодкі: суп із квашеної капусти, в який обов'язково додають кмин, нарізану цибулю і два-три яблука; грибні супи, супи з фрикадельками з печінки, овочевий суп із кнедликами. До традиційних ще можна віднести капусняк з ковбасою, квасолевий, гороховий, картопляний, часниковий суп «чеснечка». Вони надзвичайно прості в готуванні. У супи обов'язково додають свіжу петрушку, а також кріп і кмин.

## Головні страви

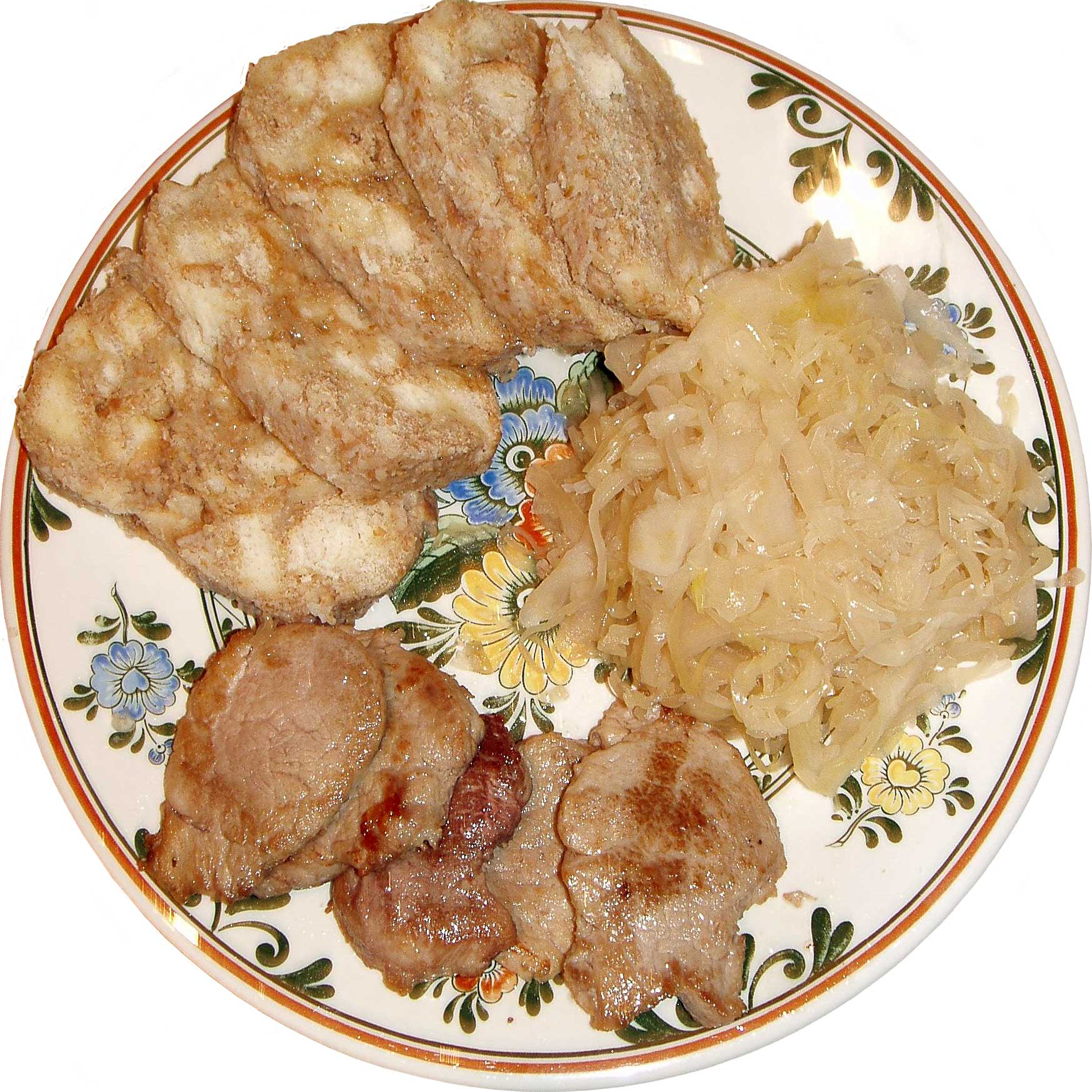
Свинина з кнедликом та капустою (Vepřo—knedlo—zelo)

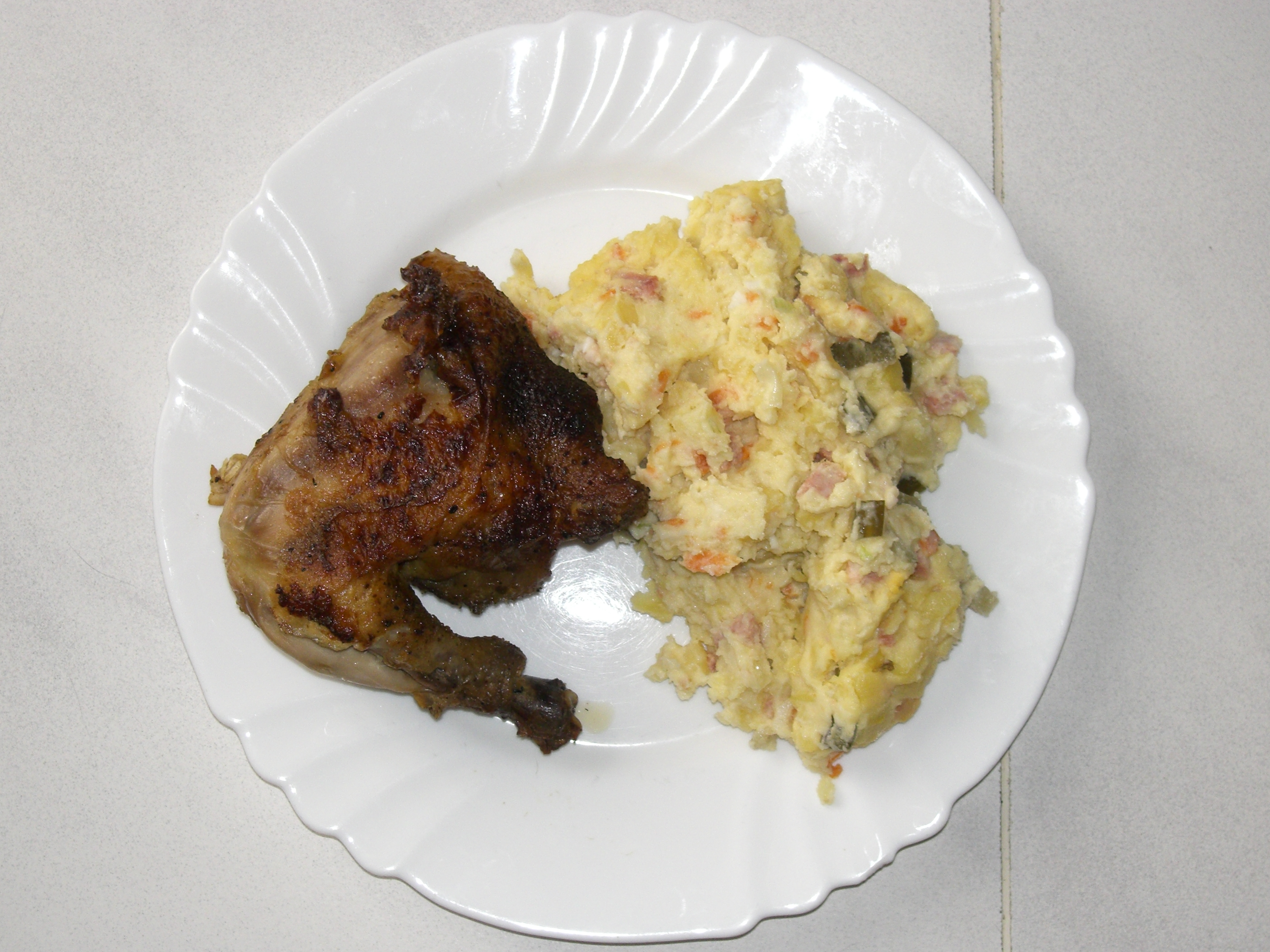
Картопляний салат з курячим м'ясом

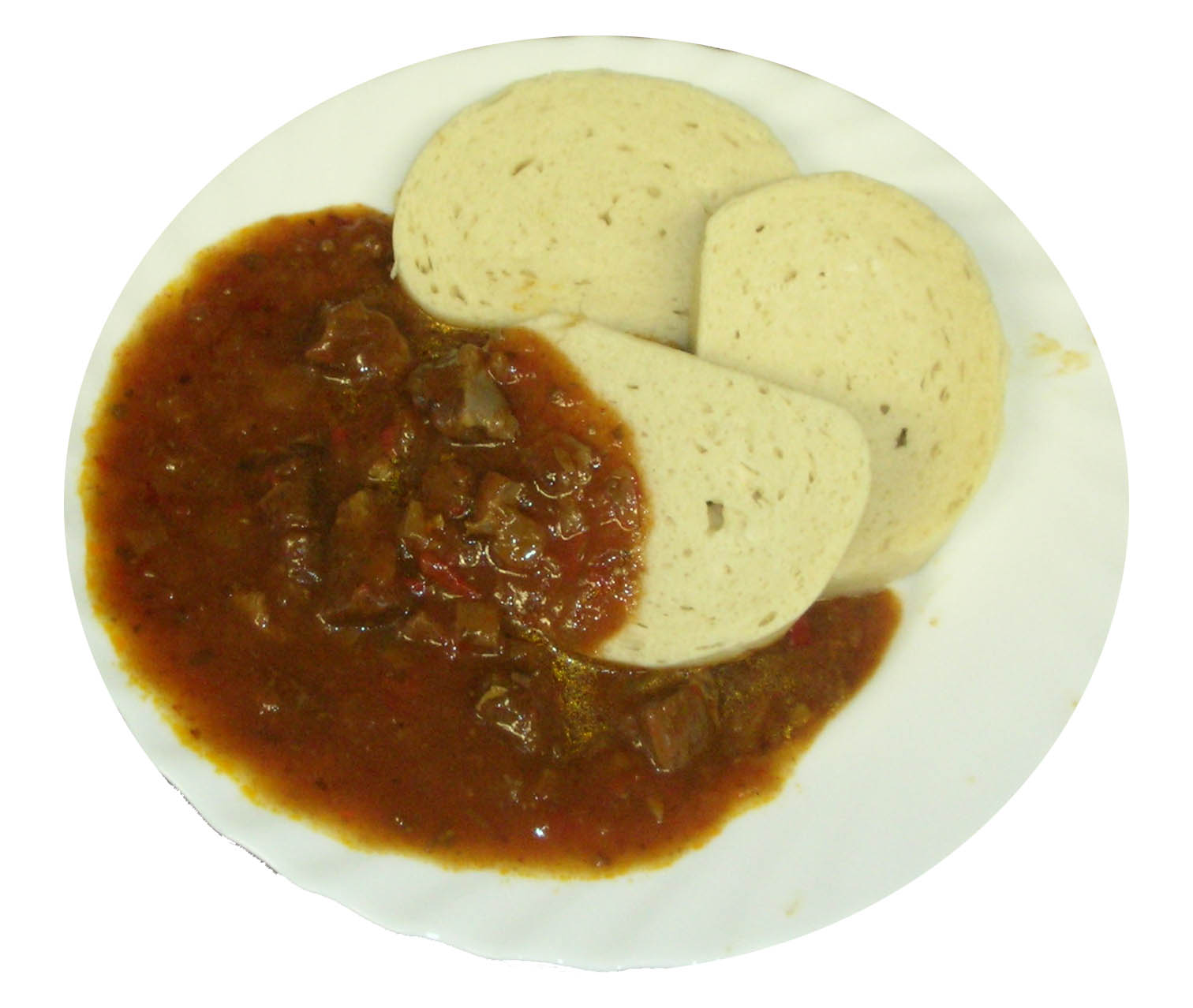
Гуляш з кнедликом

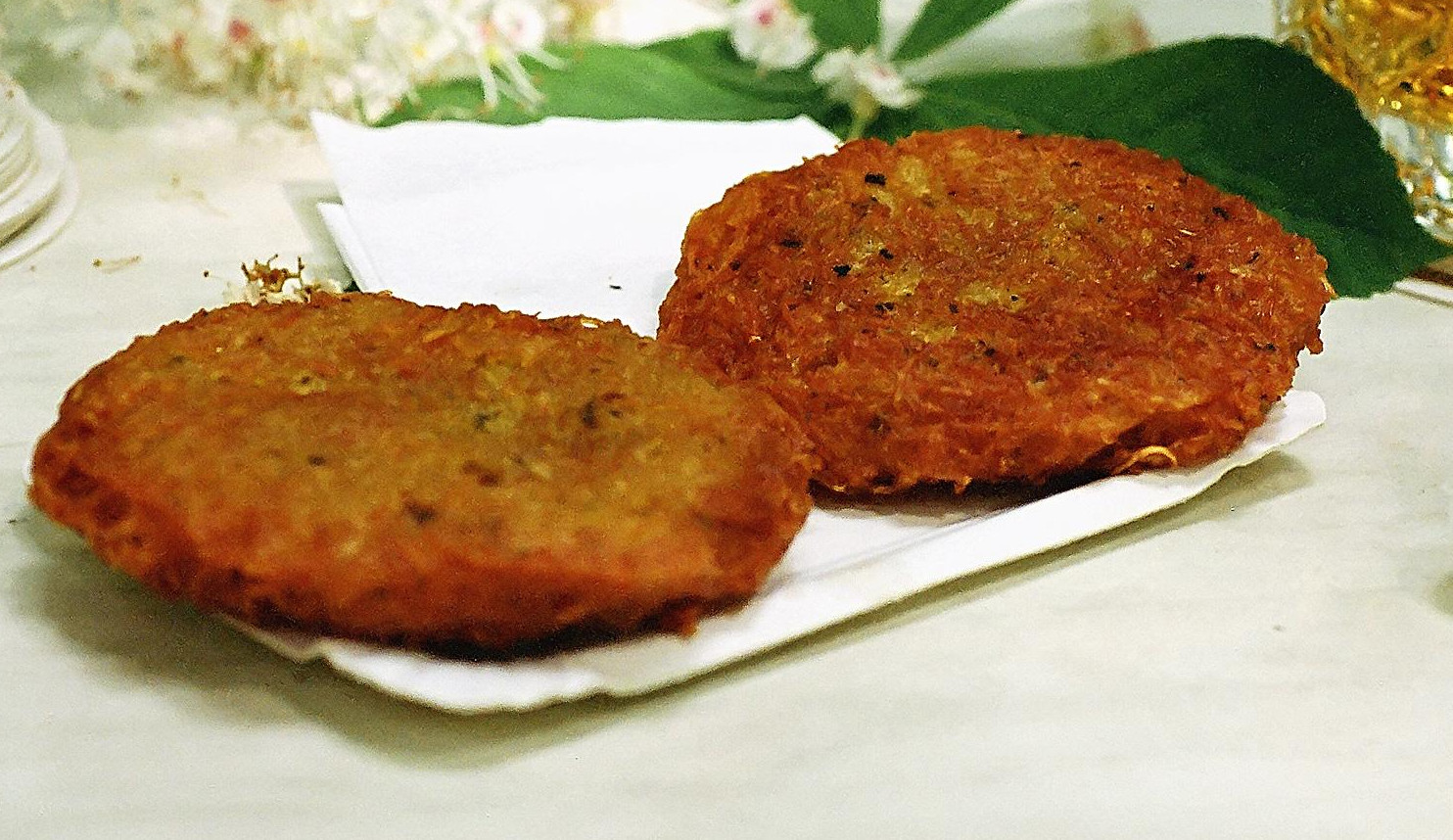
деруни на чеський спосіб— «брамбораки»

### Риба і м'ясо
Особливе місце в чеській кухні займає риба. Зазвичай, чехи мало її споживають. Але у сезон вилову чи на різдвяному столі короп обов'язково повинен бути. Особливо у південній Чехії, де багато ставків. Існує чимало різноманітних способів приготування коропів: різні юшки, відбивні з коропа, смажений короп. Крім того в ресторанах або їдальнях часто можна поїсти тріску або лосося.
Дуже часто чехи їдять м'ясо, найчастіше свинину, яловичину або курятину. Традиційними стравами є свинина з кнедликом та капустою (чеськ. Vepřo knedlo zelo), шніцель (чеськ. řízek) подають з картоплею або картопляним салатом (чеськ. bramborový salát), а яловичину у вигляді різних гуляшів, найчастіше з кнедликом або картоплею. Також готують страви зі свіжої свинини, свинячої печінки, легенів та інших органів, часто можна бачити ковбасу або шинку, наприклад традиційна так звана «празька шинка».
Як гарнір подається кнедлик, капуста, варена або смажена картопля, картопляний салат, менше макарони, картопляна каша, рис та деруни («брамбораки»).
Варто зазначити, що традиційна чеська кухня використовує не дуже різноманітний асортимент пряностей. Поряд з кмином і кропом часто використовується імбир і майоран.

#### Кнедлики
Крім соусів обов'язковими для чеської кухні є кнедлики — невеликі кульки з тіста, картоплі чи сиру. Без кнедликів немає чеської кухні. Бо саме кнедлики, вважають чехи, є ідеальним доповненням до різних страв. Адже самі по собі кнедлики не вживаються. А як гарнір до різних видів м'яса із соусами вони просто необхідні.
Рецептів кнедликів у чеській кухні дуже багато: картопляні кнедлики, кнедлики із сухої булки, кнедлики з м'ясом, тверді кнедлики із сирої картоплі і борошна, а також солодкі кнедлики з фруктами (найоригінальніші). Фруктові кнедлики готуються з різних видів тіста. Кнедлики зі сливами роблять з дуже тонкого тіста. Їх варять у киплячій воді. А готові кнедлики посипають натертим сиром з цукром і олією, або ж маком з цукром. У північно-східній моравській кухні, яка має багато схожого зі словацькою кухнею, кнедлики готують в основному з дріжджового тіста — галушки, а у моравському районі Ганни полюбляють копчене м'ясо з кнедликами і з повідловим соусом.

#### Соуси
Чехи дуже полюбляють соуси. Їх дуже багато — огірковий, томатний, із хрону, кроповий, часниковий, цибулевий. Смак соусу залежить від якості вихідних продуктів. Ще в середині століття соуси були одним з улюблених видів їжі. Тоді соус називали йіха. Основою такого соусу слугувало підсмажене на жирі борошно, яке розбавляли водою, вином і навіть пивом, додавали спеції, корінці. Такий наїдок можна було вживати як окрему страву чи ж подавати до м'яса. Загально поширеною основою для приготування соусів сьогодні є сік висмаженого м'яса, цибуля, овочі, що загущуються і розбавляються сметаною чи вином. Бульйон, у якому варять овочі, як правило, пасерують. У цих соусах готують яловичину, курку, дичину — різні види м'яса. Відбивні, ростбіф, до них як гарнір подають картопляний салат. Досить оригінальним видом використання соусу в чеській кухні вважається «свічкова» на сметані.

### Інші страви
Особливою популярністю пишаються галушки з капустою (солоні) або з сиром (солодкі). Під впливом словацької кухні іноді можна зустріти галушки з бринзою деколи названі «оравські бринзові галушки». Популярне також ризото з м'ясом, грибами або сумішшю овочів. Кнедлики з картопляного тіста подібні до карпатських «гомбоуців» готують з начинкою з вудженого м'яса або фруктами, часто сливами. В ресторанах та їдальнях часто пропонують смажений сир з картоплею або картоплею фрі.

## Десерти та інші ласощі

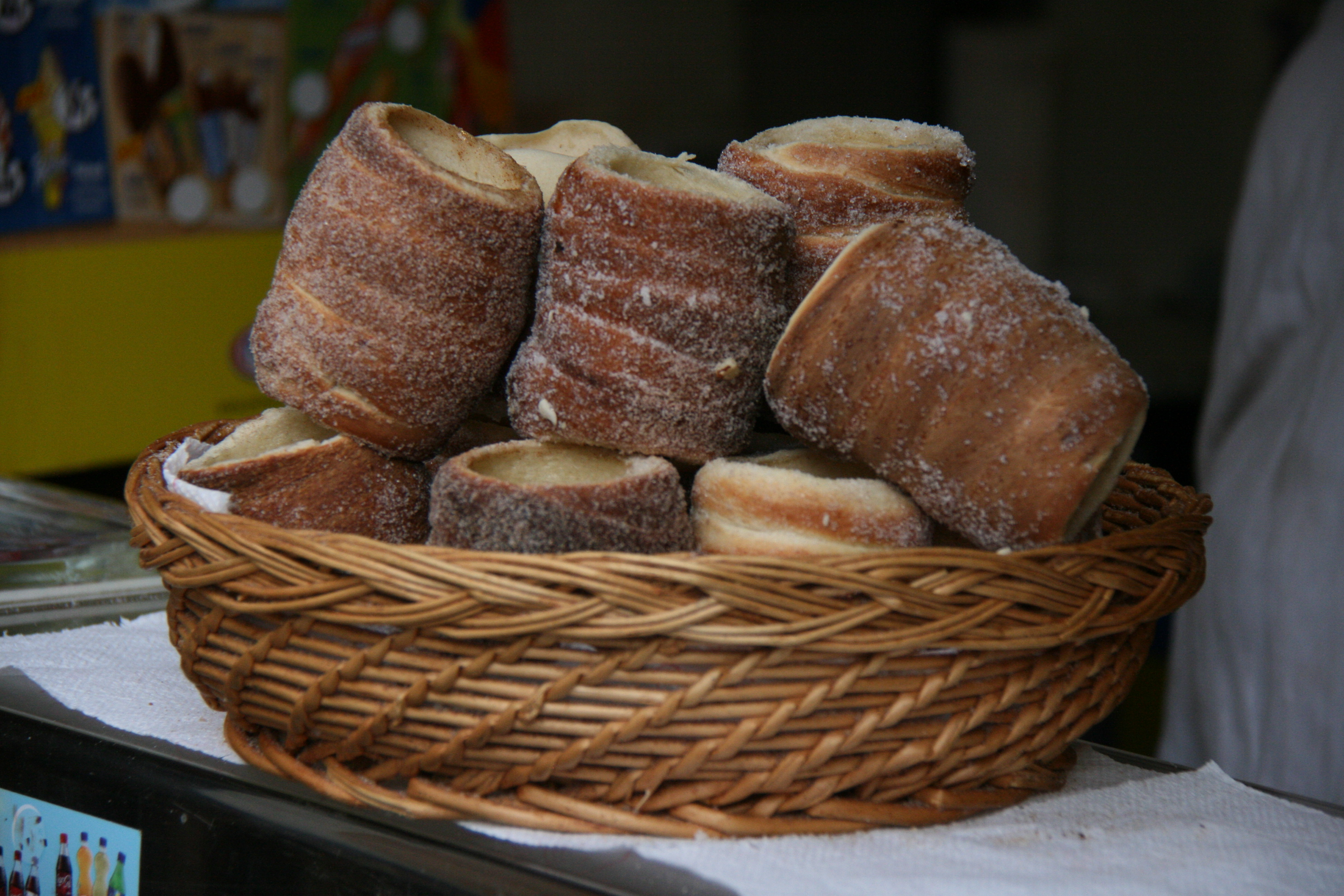
Готові «трдельники»

Обід звикнуть чехи заїдати традиційними киснутими тістечками, так званими «моучнік» з різними начинками, особливою популярністю славляться різні види з повидлом, сливами або маком, передусім «шатечек» та «бухта». Після обіду деколи їдять пудинг або йогурт з фруктами. Широка мережа малих пекарень часто має столики й стільці і різні солодкі чи солоні печива, торти або бутерброди можна поїсти прямо на місці. Цукрарні і кав'ярні пропонують обмежену палітру тістечок та «колачів». Типовим чеським солодким печивом є «трдельник», який часто можна купити на вулиці (багато людей вважають це туристичним шахрайством), а також «моравський фргал». Останнім часом поширені багетерії, як правило з можливостю посидіти на місці та дрібні піцерії, які продають різні види маленьких трикутників піци, як правило з можливістю взяти куплену їжу з собою.

## Напої

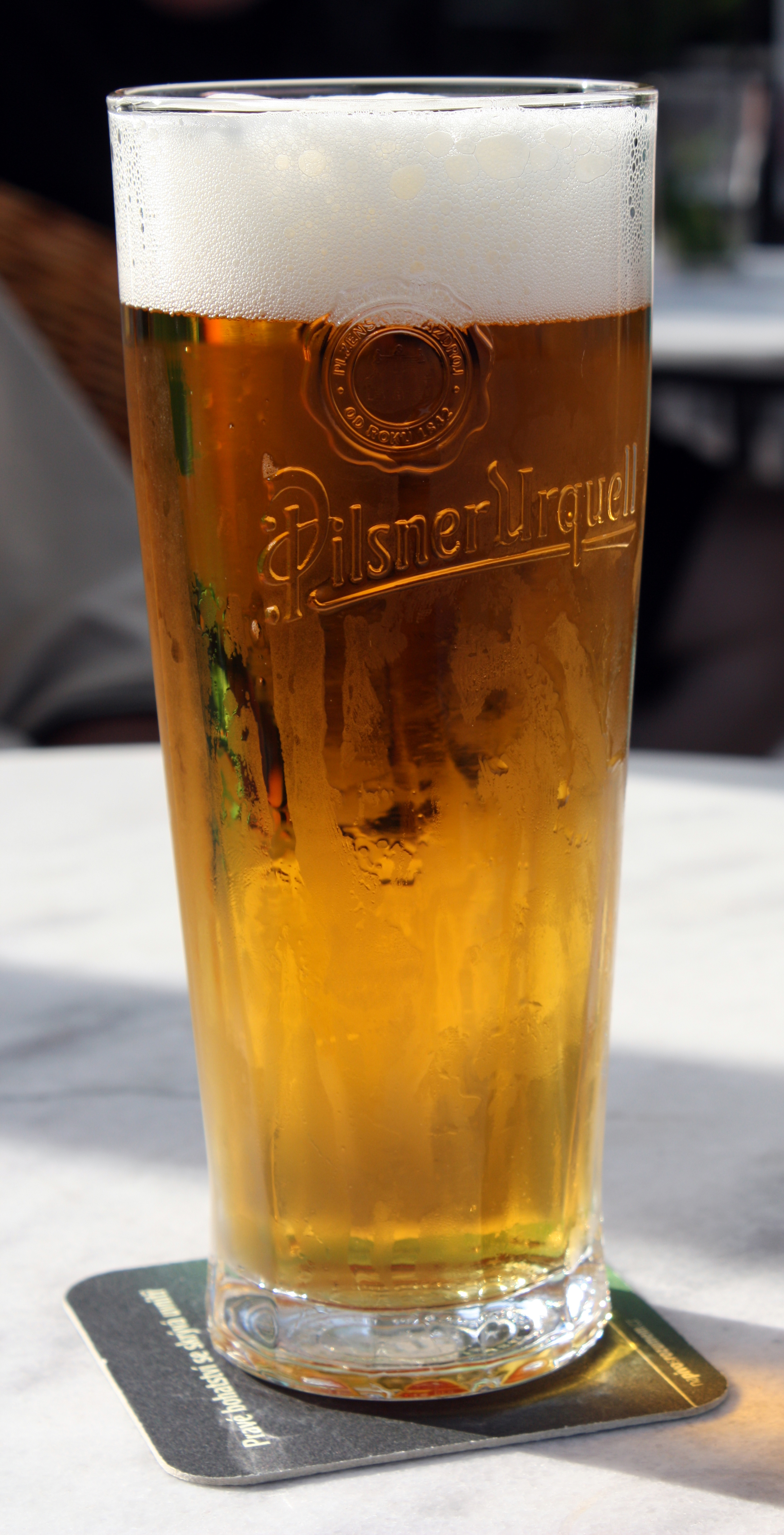
Пиво «Pilsner Urquell»

### Пиво
Щодо національного чеського напою, то це, безсумнівно, пиво. Деякі сорти чеського пива відомі далеко за межами країни. Це зрозуміло, бо пивоварство в Чехії має давню традицію: воно було широко розвинуте тут в XVI столітті. Вже тоді існувало право пивоварства, і ніхто, крім власників цього права, не міг варити пиво. Знавці кажуть, що кожний з численних місцевих сортів пива має свій особливий смак, тому вибрати найкращий з них — досить велика проблема. До того ж незалежно від місця приготування пива і його технології, усі сорти відрізняються якимсь особливо «по-чеському» насиченим смаком і ароматом. Останнім часом стають популярні слабкі пива типу радлер, передусім з присмаком лимону або грейпфруту.
Деякі відомі пивоварні, як наприклад «Pilsner Urquell», «Старопрамен» або «Крушовице» завели на ринок на підтримку своєї марки спеціальні концепти ресторанів, в яких поєднують типічну місцеву кулінарію з культурою пиття пива— так звана мережа «Пльзенський ресторан» (чеськ. Plzeňská restaurace), «Крушовицька ізба» або «Крушовицький двір», іноді у вигляді модерних барів «Потрефена гуса». Своєрідна культура пиття пива породила як закуску «пивний сир», найчастіше торгової марки гермелин або типові «оломоуцькі тваружкі» — трохи неприємний на запах, але здоровий зріючий сир з мінімальним вмістом жирів, який рекомендують лікарі при зниженні рівня холестеролу.

### Безалкогольні напої
Із безалкогольних напоїв відома «кофола», продукт вітчизняного виробництва, який винайдено як альтернативу за комунізму недоступним маркам Кока-кола та Пепсі.

## Відомі страви
- Часниковий суп (чеснечка)
- Бургундський гуляш
- Картопляні кнедлики з копченим м'ясом
- Капустяний суп із копченим м'ясом і ковбасою
- Кроповий соус
- Гусак з червоною капустою і з «дрбаками»
- Смажений сир

## Корисні посилання
- вебпортал із рецептами чеських страв 6-ма мовами [Архівовано 29 січня 2012 у Wayback Machine.]
- стаття про сертифікацію ресторанів чеської кухні в рамках проекту «Czech Specials»